# 利耶奎斯特高地
72°6′S 2°48′W / 72.100°S 2.800°W
利耶奎斯特高地是南極洲的高地，位於毛德皇后地的瑪塔公主海岸，屬於阿爾曼嶺的一部分，處於格魯內霍格納峰以南約4公里，由挪威製圖師根據測量和空中照片繪入地圖。